# Bulbophyllum rugosibulbum
Bulbophyllum rugosibulbum är en orkidéart som beskrevs av Victor Samuel Summerhayes. Bulbophyllum rugosibulbum ingår i släktet Bulbophyllum och familjen orkidéer. Inga underarter finns listade i Catalogue of Life.